# Theta Ursae Majoris
Theta Ursae Majoris, θ Ursae Majoris oder θ UMa (auch 25 UMa) ist ein Stern im Sternbild Großer Bär mit einer scheinbaren Helligkeit von etwa 3,2 mag und kaum 44 Lichtjahre entfernt. Er gehört der Spektralklasse F an, stellt vermutlich einen spektroskopischen Doppelstern dar, und hat einen nur 13,8 mag hellen Begleiter der Spektralklasse M in 4,1 Bogensekunden Abstand.
Zusammen mit anderen Sternen des Sternbildes Ursa Major – τ, h, υ, φ, e und f Ursae Maioris – bildet θ UMa einen im Arabischen als sarīr banāt al-na'sh und al-haud bekannten Asterismus und wird daher gelegentlich auch Alhaud V beziehungsweise Sarir genannt.